# Beddington Place

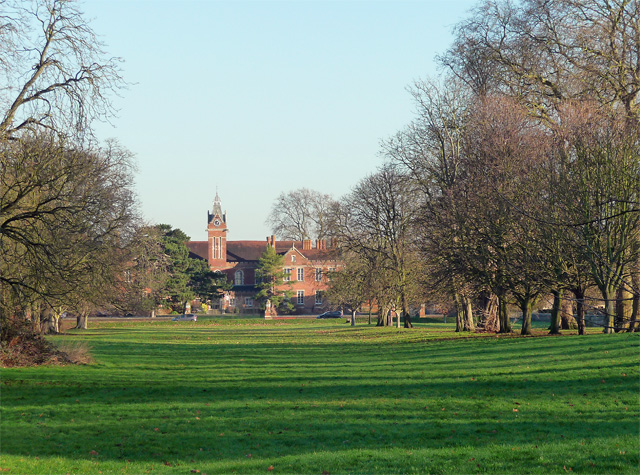
Beddington Place, Blick auf das ehemalige Herrenhaus von Westen

Beddington Place (auch Carew Manor) ist ein ehemaliges Herrenhaus im London Borough of Sutton.

## Geschichte
Im Domesday Book von 1086 werden zwei Güter in Beddington erwähnt. Im 14. Jahrhundert erwarb der Höfling Nicholas Carew die Güter und vereinte sie 1381. Er ließ ein mit einem Wassergraben befestigtes Herrenhaus errichten, das Sitz der Familie Carew von Beddington wurde. 1375 erhielt Nicholas Carew dazu das Jagdrecht auf seinen Besitzungen, so dass um diese Zeit wohl ein Jagdpark angelegt wurde. Sir Francis Carew ließ nach 1550 das Herrenhaus im Tudorstil neu errichten, dazu ließ er einen prächtigen Garten errichten, für den er Pflanzen aus dem Mittelmeerraum kommen ließ. Der mit ihm verwandte Walter Raleigh brachte die ersten Orangenbäume Englands nach Beddington, weshalb Königin Elisabeth I. das Anwesen 1599 besuchte. Für die Pflanzen wurde 1690 eine Orangerie errichtet, doch bei einem strengen Frost 1759 gingen die Orangenbäume ein. Von 1707 bis 1720 wurde das Herrenhaus umgebaut. Das Haus blieb im Besitz der Familie Carew, bis 1856 der verschuldete Charles Hallowell Carew auf alle Ansprüche verzichten musste. 1859 erwarb die Female Orphan Asylum of London das Anwesen. Das Gebäude wurde als Waisenhaus genutzt, wofür große Teile des Anwesens neu errichtet wurden. Das ehemalige Herrenhaus wird als Carew Manor bezeichnet und dient heute als Schule.

## Anlage

### Herrenhaus

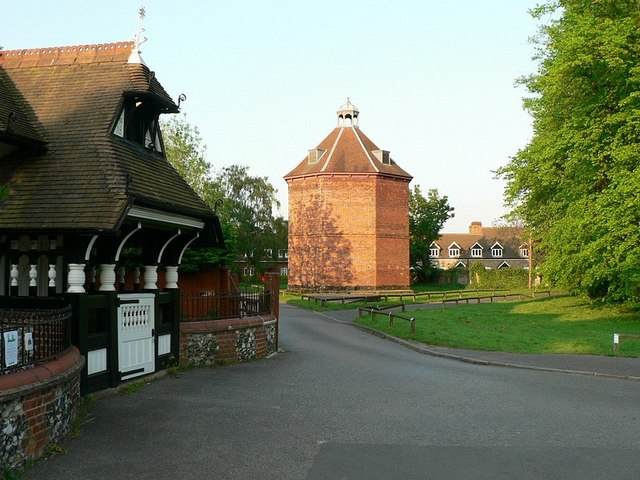
Der Taubenturm im Beddington Park

Von dem Herrenhaus der Carews ist vor allem die große Halle aus dem 16. Jahrhundert erhalten, die von den nach 1860 in Backstein errichteten Schulgebäuden umgeben ist. Die im neugotischen Stil errichteten Gebäude wurden wohl auf den Fundamenten des alten Herrenhauses errichtet. Die als Kulturdenkmal der Kategorie Grade I geschützte große Halle ist etwa 18,5 × 16 m groß. Die Halle mit schlichten, weiß gekalkten Wänden besitzt ein aufwändiges, vierjochiges Hammerbalken-Gewölbe.

### Garten und Park
In der das Anwesen umgebenden Gartenanlage befindet sich die Ruine der Orangerie, von der nur eine 58 m lange Ziegelmauer erhalten ist. Nordwestlich des Herrenhauses liegt der zwischen 1715 und 1720 errichtete, achteckige und außergewöhnlich große Taubenturm, der als Kulturdenkmal der Kategorie Grade II* geschützt ist. Der ehemalige Jagdpark wurde Anfang des 18. Jahrhunderts von Nicholas Carew, 1. Baronet in einen Park umgewandelt, wozu ein kanalartiger See angelegt wurde. Der Park liegt westlich und nördlich des Anwesens und dient heute als 58 ha großer Beddington Park als Naherholungsgebiet für Beddington, Hackbridge und Wallington.